# Federigo Nomi
Federigo Nomi (Anghiari, 31 gennaio 1633 – Monterchi, 30 novembre 1705) è stato un presbitero, poeta e latinista italiano.

## Biografia e opere
Rampollo di una famiglia benestante di Borgo San Sepolcro, fu ordinato sacerdote nel 1656 e incardinato nel clero della Diocesi di Sansepolcro. Si dedicò allo studio della teologia e della filosofia, e insegnò dal 1659 al 1669 presso la prima Scuola di Umanità di Arezzo. Successivamente - grazie alla protezione di Antonio Magliabechi e Francesco Redi - fu introdotto negli ambienti culturali di Firenze e Pisa.
Proprio a Pisa fu Rettore dal 1671 del Collegio Ducale della Sapienza e più tardi (dal 1674 al 1682) professore di Diritto all'Università.
Terminata l'esperienza pisana, probabilmente a causa dei dissidi fra Redi e lo studioso aristotelico Gian Andrea Moniglia, Nomi si ritirò a Monterchi, piccolo borgo a pochi chilometri dalla natìa Anghiari, dove produsse numerosi lavori letterari.
Valoroso latinista, tradusse le Odi (1672) e gli Epodi (1675) di Orazio, ma plausi maggiori ottenne per il Liber satyrarum sexdecim, che diede in luce solo nel 1703, proponendosi esplicitamente d'imitare non già Orazio, bensì Giovenale. Le sue satire latine furono meritamente lodate da Antonio Magliabechi, da Leibniz e da Jakob Gronov.
Tra le opere più significative, oltre a traduzioni, vi sono poesie, commedie e poemi, tra cui il Catorcio di Anghiari. Il testo, scritto intorno al 1685 e anche detto Catorceide, racconta con tono scherzoso delle lotte fra gli abitanti di Anghiari e di Borgo San Sepolcro, e in particolare del furto da parte di questi ultimi del grosso chiavistello (il catorcio, appunto) di una delle porte della città anghiarese. Il poema, che dà anche ampia descrizione della Giostra del Saracino di Arezzo, si compone di 15 canti in ottava rima, per un totale di 11.848 versi.
Nell'Archivio Storico Diocesano di Sansepolcro si conservano vari documenti da lui redatti come arciprete di Monterchi, tra cui una interessante relazione relativa ai costumi e al carattere della popolazione, ricca di riferimenti alla vita sociale ed economica.
Poco prima della morte, avvenuta nel 1705, Federigo Nomi fu accolto nell'Accademia dell'Arcadia.

## Traduzioni e opere latine
- I quattro libri delle poesie liriche di Orazio Flacco, Firenze, Cinelli, 1672.
- Il libro degli Epodi di Orazio trasportato in Toscana favella, Firenze, per Niccolò Navesi, al segno della Nave, 1675.
- (LA) Federigo Nomi, Liber satyrarum sexdecim, a cura di Jakob Gronov, Lugduni in Batavis, apud Jordanum Luchtmans, 1703.